# Вища технічна школа Георга Агріколи
Вища технічна школа Георга Агріколи (нім. Technische Hochschule Georg Agricola) — німецький приватний університет прикладних наук, заснований в 1816 для навчання майстрів гірничої справи.

## Загальна характеристика
Технічний університет Георга Агріколи був заснований у 1816 році як гірнича школа для підготовки майстрів і середніх шахтарських службовців, а в 20 столітті перетворився спочатку на інженерну школу, а згодом на технічний коледж, університет. З 1995 року він носить ім'я вченого і піонера гірничої справи Георгія Агріколи.
На сьогоднішній день університет пропонує 14 курсів бакалаврату та магістратури в галузі проведення пробірного аналізу, технологічного проектування, машинобудування, матеріалознавства, електротехніки та інформаційних технологій, а також промислової інженерії.

## Інтернет-ресурси
- Website der THGA